# Rudolf Chmel
Rudolf Chmel (ur. 11 lutego 1939 w Pilźnie) – słowacki literaturoznawca, profesor, polityk i dyplomata, ambasador Czechosłowacji na Węgrzech, wiceprzewodniczący ugrupowania Most-Híd. Minister kultury w rządzie Mikuláša Dzurindy, wicepremier ds. praw człowieka i mniejszości w rządzie Ivety Radičovej.

## Życiorys
Studiował filologię słowacką oraz rosyjską. Od 1961 zatrudniony w Słowackiej Akademii Nauk, gdzie zajmował się historią literatury słowackiej oraz literackimi stosunkami węgiersko-słowackimi. Był również wykładowcą Uniwersytetu Karola w Pradze. W latach 2006–2010 był dyrektorem Instytutu Studiów Slawistycznych i Wschodnioeuropejskich na praskiej uczelni.
Od 1990 do 1992 zajmował stanowisko ambasadora Czechosłowacji na Węgrzech. W drugim gabinecie Mikuláša Dzurindy objął funkcję ministra kultury z ramienia partii ANO, którą sprawował od października 2002 do maja 2005 oraz od kwietnia do lipca 2006. W 2009 związał się z nowym ugrupowaniem pod nazwą Most-Híd, zostając jego wiceprzewodniczącym. W wyborach w 2010 z listy tej partii został posłem do Rady Narodowej. W lipcu 2010 objął funkcję wicepremiera ds. praw człowieka i mniejszości w rządzie Ivety Radičovej. W wyborach w 2012 uzyskał reelekcję do Rady Narodowej. W kwietniu tegoż roku zakończył pełnienie funkcji rządowe.
Żonaty, ma czworo dzieci.

## Odznaczenia
W 2021 został odznaczony Orderem Ľudovíta Štúra I klasy.

## Publikacje w języku polskim
Rudolf Chmel, Kompleks słowacki. Eseje, Kraków: Międzynarodowe Centrum Kultury, 2014 (tłum. Magdalena Bystrzak, Tomasz Grabiński). 